# Puerto Williams
Puerto Williams (tiếng Tây Ban Nha, nghĩa là "cảng Williams") là điểm dân cư, hải cảng và căn cứ hải quân chính trên đảo Navarino, Chile, nằm hướng mặt ra eo biển Beagle. Đây là tỉnh lỵ tỉnh Antártica Chilena, một trong bốn tỉnh trong vùng Magallanes y Antártica Chilena, và là nơi đặt trụ sở quản lý Lãnh thổ Nam Cực thuộc Chile và Cabo de Hornos. Nó có dân số 2.874 người, tính cả thường dân và hải quân. Puerto Williams nắm giữ danh hiệu thành phố cực nam thế giới.
Điểm dân cư này được thành lập năm 1953, ban đầu mang tên Puerto Luisa. Sau đó, nó được đổi tên để vinh danh John Williams Wilson, người lập nên Fuerte Bulnes (điểm dân cư đầu tiên bên eo biển Magellan kể từ năm 1587). Vai trò chính của nơi này là làm quân đồn cho hải quân Chile. Hải quân Chile quản lý sân bay Guardiamarina Zañartu, bệnh viện, cũng như các trạm khí tượng gần đó. Kể từ cuối thế kỷ XX, số hải quân giảm dần còn số thường dân dần tăng lên ở Puerto Williams. Du lịch và sự quan tâm của chính quyền đến nghiên cứu khoa học đã giúp hoạt động kinh tế khởi sắc.
Hải cảng này thu hút khách du lịch trên đường tới Cape Horn hay châu Nam Cực; nền du lịch nơi đây phát triển dựa trên danh hiệu "thành phố cực nam thế giới". Tùy theo định nghĩa "thành phố", Puerto Williams có thể quả thực là thành phố cực nam. Tuy nhiên, có người bác bỏ điều này do dân số Puerto Williams lép vế hẳn so với Ushuaia và Punta Arenas. Truyền thông Chile-Argentina và chính quyền Puerto Williams xác định đây là thành phố cực nam thế giới.
Puerto Williams là một hải cảng cũng như một trung tâm hoạt động khoa học gắn với châu Nam Cực cùng các hòn đảo nằm về phía nam Isla Grande de Tierra del Fuego. Đại học Magallanes đặt một "trung tâm đại học" ở Puerto Williams. Trạm khí tượng và hải đăng ở Cape Horn và quần đảo Diego Ramírez nhận viện trợ từ Puerto Williams. Đô thị này còn góp phần giúp Chile giữ vững chủ quyền quanh Cape Horn và hỗ trợ trạm nghiên cứu trên châu Nam Cực.
Puerto Williams cũng là trung tâm tiếp tế và dịch vụ cho ngư dân. Một lý do hải quân đóng ở đây là nhằm thực hiện quyền đánh bắt hải sản quốc gia trong vùng đặc quyền kinh tế quanh mạn nam Tierra del Fuego, nơi nghề đánh bắt Lithodes santolla sản sinh nhiều lợi nhuận.

## Lịch sử
Người Yahgan, một dân tộc bản địa nam Chile, được cho là di cư đến vùng này hơn 10.000 năm trước; họ có lối sống săn bắt-hái lượm truyền thống. Người châu Âu bắt gặp họ và đặt chân đến vùng này lần đầu vào thế kỷ XVI. Phải tới thế kỷ XIX, người châu Âu mới bắt đầu quan tâm phát triển vùng này.
Đến cuối thế kỷ XIX, người ta tìm thấy vàng, thu hút dân cư đến thử vận may. Vào năm 1890, có chừng 300 thợ tìm vàng ở quần đảo Picton, Lennox và Nueva, để rồi Puerto Toro được lập nên năm 1892. Puerto Navarino, bên mé trái đảo Navarino, ra đời vào tháng 6 năm 1938. Thêm vào đó, trên một số hòn đảo nở rộ nghề nuôi cừu lấy lông và thịt xuất khẩu.
Puerto Williams được lập nên 1953, phát triển nhằm làm một căn cứ hải quân cho Chile. Bệnh viện hải quân rộng 463 m2 (nay rộng 638 m2) mở cửa năm 1960. Năm 2002, việc cấp điện chuyển từ tay hải quân Chile sang tay một nhà cung cấp tư nhân.
Theo Hiệp ước Hòa bình và Hữu nghị Chile-Argentina năm 1984, Puerto Williams là điểm khởi đầu cho tất cả tàu thuyền mọi quốc gia đi qua vùng biển từ eo biển Magellan đến các hải cảng của Argentina nằm bên eo biển Beagle.

## Dân cư

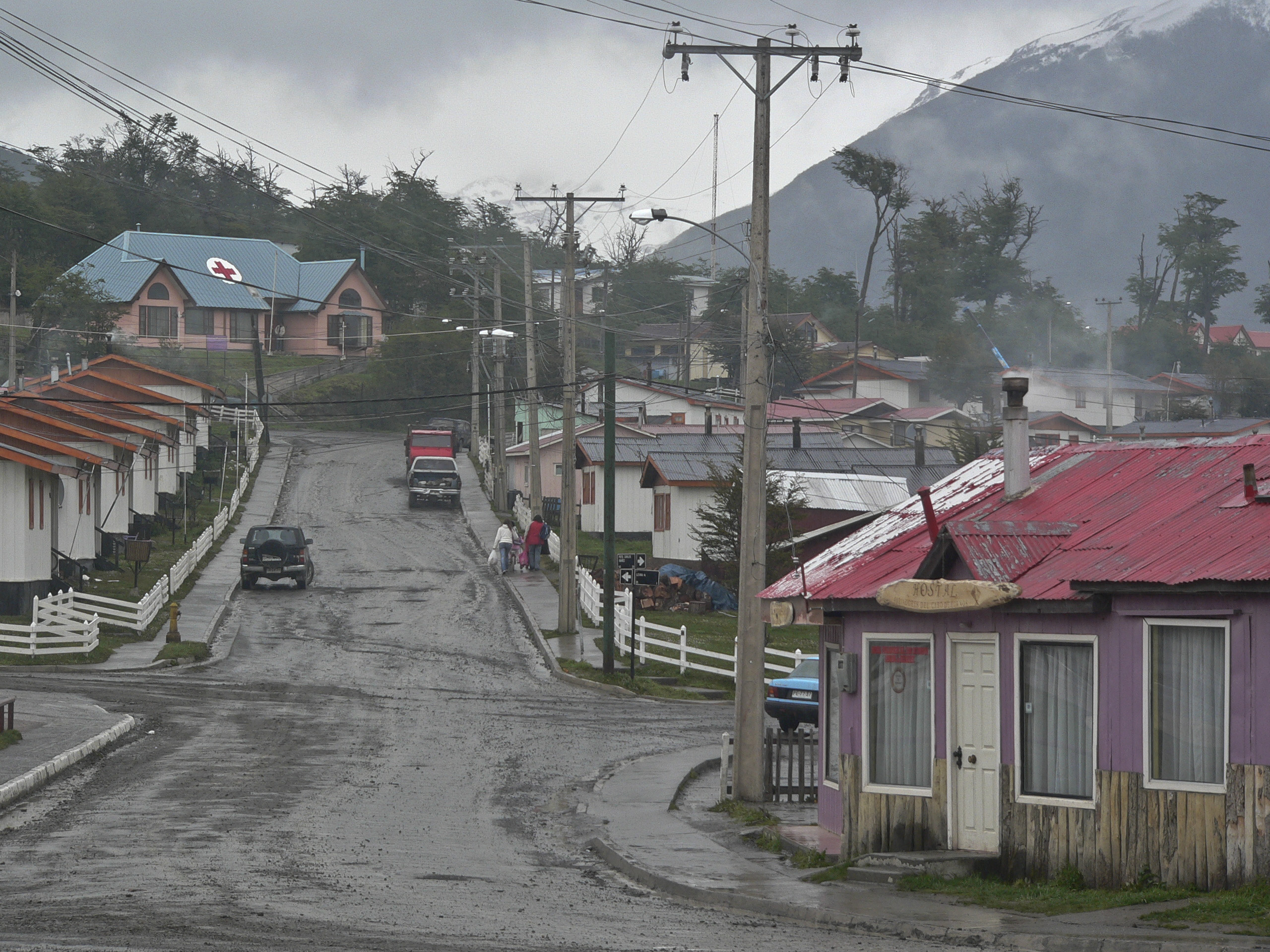
Đường phố Puerto Williams, với một góc bệnh viện hải quân

Từ năm 1982 đến 2002, dân số Puerto Williams tăng từ 1.059 lên 2.874 người. Kể từ năm 1982, Viện thống kê Quốc gia (INE) của Chile đã coi Puerto Williams là một thực thể đô thị, dù thường thì Cục này chỉ coi một điểm dân cư là thực thể đô thị khi nó đạt 5.000 dân.

## Khí hậu
Khí hậu Puerto Williams mang tính hải dương cận cực (Cfc) theo phân loại khí hậu Köppen. Mùa hè ngắn, mát còn mùa đông dài, ẩm ướt nhưng dịu. Lượng mưa hàng năm là chừng 512,3 mm (20 in), nhiệt độ ổn định quanh năm. Có thể có tuyết rơi mùa hè. Sông băng không tan hết vào hè. Dù nói chung rừng phủ khắp vùng lân cận, nơi nào hơi cao một chút thường cây gỗ không mọc được nên có thảm thực vật đài nguyên điển hình cho khí hậu cận cực. Một số nơi có khí hậu tương tự nam Tierra del Fuego là quần đảo Alexander quanh Sitka ở Alaska, Scotland, và duyên hải Na Uy.
| Dữ liệu khí hậu của Puerto Williams (1977-2010) | Dữ liệu khí hậu của Puerto Williams (1977-2010) | Dữ liệu khí hậu của Puerto Williams (1977-2010) | Dữ liệu khí hậu của Puerto Williams (1977-2010) | Dữ liệu khí hậu của Puerto Williams (1977-2010) | Dữ liệu khí hậu của Puerto Williams (1977-2010) | Dữ liệu khí hậu của Puerto Williams (1977-2010) | Dữ liệu khí hậu của Puerto Williams (1977-2010) | Dữ liệu khí hậu của Puerto Williams (1977-2010) | Dữ liệu khí hậu của Puerto Williams (1977-2010) | Dữ liệu khí hậu của Puerto Williams (1977-2010) | Dữ liệu khí hậu của Puerto Williams (1977-2010) | Dữ liệu khí hậu của Puerto Williams (1977-2010) | Dữ liệu khí hậu của Puerto Williams (1977-2010) |
| Tháng                                           | 1                                               | 2                                               | 3                                               | 4                                               | 5                                               | 6                                               | 7                                               | 8                                               | 9                                               | 10                                              | 11                                              | 12                                              | Năm                                             |
| ----------------------------------------------- | ----------------------------------------------- | ----------------------------------------------- | ----------------------------------------------- | ----------------------------------------------- | ----------------------------------------------- | ----------------------------------------------- | ----------------------------------------------- | ----------------------------------------------- | ----------------------------------------------- | ----------------------------------------------- | ----------------------------------------------- | ----------------------------------------------- | ----------------------------------------------- |
| Cao kỉ lục °C (°F)                              | 27 (81)                                         | 27.5 (81.5)                                     | 25 (77)                                         | 21.6 (70.9)                                     | 17.5 (63.5)                                     | 15.6 (60.1)                                     | 17 (63)                                         | 20 (68)                                         | 19.8 (67.6)                                     | 19.5 (67.1)                                     | 26.3 (79.3)                                     | 25.3 (77.5)                                     | 27.5 (81.5)                                     |
| Trung bình ngày tối đa °C (°F)                  | 15.1 (59.2)                                     | 14.5 (58.1)                                     | 12.7 (54.9)                                     | 10.1 (50.2)                                     | 7.2 (45.0)                                      | 5.2 (41.4)                                      | 3.9 (39.0)                                      | 5.8 (42.4)                                      | 8.5 (47.3)                                      | 9.6 (49.3)                                      | 12.3 (54.1)                                     | 14.5 (58.1)                                     | 10 (50)                                         |
| Trung bình ngày °C (°F)                         | 10.5 (50.9)                                     | 10.0 (50.0)                                     | 8.8 (47.8)                                      | 6.7 (44.1)                                      | 3.9 (39.0)                                      | 2.6 (36.7)                                      | 1.3 (34.3)                                      | 3.1 (37.6)                                      | 4.6 (40.3)                                      | 5.9 (42.6)                                      | 7.9 (46.2)                                      | 9.8 (49.6)                                      | 6.3 (43.3)                                      |
| Tối thiểu trung bình ngày °C (°F)               | 5.9 (42.6)                                      | 5.6 (42.1)                                      | 4.9 (40.8)                                      | 3.2 (37.8)                                      | 0.6 (33.1)                                      | 0.0 (32.0)                                      | −1.3 (29.7)                                     | 0.4 (32.7)                                      | 0.6 (33.1)                                      | 2.1 (35.8)                                      | 3.5 (38.3)                                      | 5.1 (41.2)                                      | 2.6 (36.7)                                      |
| Thấp kỉ lục °C (°F)                             | −1 (30)                                         | −2.3 (27.9)                                     | −3.8 (25.2)                                     | −4 (25)                                         | −7.7 (18.1)                                     | −13.8 (7.2)                                     | −12.8 (9.0)                                     | −11 (12)                                        | −8.3 (17.1)                                     | −6.6 (20.1)                                     | −3 (27)                                         | −1.8 (28.8)                                     | −13.8 (7.2)                                     |
| Lượng mưa trung bình mm (inches)                | 52.7 (2.07)                                     | 28.3 (1.11)                                     | 46.5 (1.83)                                     | 45 (1.8)                                        | 52.7 (2.07)                                     | 54 (2.1)                                        | 40.3 (1.59)                                     | 37.2 (1.46)                                     | 36 (1.4)                                        | 31 (1.2)                                        | 39 (1.5)                                        | 49.6 (1.95)                                     | 512.3 (20.17)                                   |
| Số ngày mưa trung bình                          | 10                                              | 9                                               | 11                                              | 10                                              | 10                                              | 11                                              | 11                                              | 9                                               | 8                                               | 9                                               | 10                                              | 11                                              | 119                                             |
| Độ ẩm tương đối trung bình (%)                  | 79                                              | 79                                              | 77                                              | 82                                              | 93                                              | 87                                              | 86                                              | 83                                              | 79                                              | 75                                              | 74                                              | 74                                              | 79                                              |
| Số giờ nắng trung bình tháng                    | 255.5                                           | 190.0                                           | 164.3                                           | 117.0                                           | 68.0                                            | 41.0                                            | 58.7                                            | 105.9                                           | 156.0                                           | 213.9                                           | 241.0                                           | 255.5                                           | 1.885,8                                         |
| Nguồn: geodata.us                               |                                                 |                                                 |                                                 |                                                 |                                                 |                                                 |                                                 |                                                 |                                                 |                                                 |                                                 |                                                 |                                                 |